# Остапенко, Александр Иванович
Александр Иванович Остапенко (род. 6 января 1940, Кривой Рог, Днепропетровская область) — советский и украинский инженер-испытатель, специалист в области испытаний ракетных двигателей и ракетно-космической техники.

## Биография
Родился 6 января 1940 года в городе Кривой Рог Днепропетровской области.
В 1961 году окончил Одесский политехнический институт. В 1961—1998 годах — инженер, начальник группы, ведущий конструктор конструкторского бюро «Южное».
В 1960-х годах совместно с В. Н. Цыгановым входил в группу по надёжности в КБ-6. Внёс основной вклад в становление службы надёжности и разработку методических и нормативно-технических документов, оценку надёжности ракетных комплексов ОКБ, включая ракету Р-36.
В 1975—1977 годах разработал и внедрил методику испытаний твердотопливных ракетных двигателей. В 1975 году началась стендовая отработка двигателя 3Д65Б. С октября 1977 года на полигоне Военно-морского флота СССР в Балаклаве проводились бросковые испытания двигательной установки в составе макета ракеты с экспериментальной подводной лодки в надводном и подводном положениях, в приближённых к штатным условиях. Испытания обеспечивала группа под руководством А. И. Остапенко.
В 1978—1992 годах осуществлял техническое руководство испытаниями морских ракетных комплексов и надзор в процессе их эксплуатации на испытательной базе ВМФ.
В 1990—1995 годах принимал непосредственное участие в испытаниях ракетно-космических комплексов «Циклон» и «Зенит».

## Награды
- Государственная премия УССР в области науки и техники (1987).